# Monoxenus
Monoxenus – rodzaj chrząszczy z rodziny kózkowatych i podrodziny zgrzypikowych.

## Zasięg występowania
Przedstawiciele tego rodzaju występują w Afryce Subsaharyjskiej od Wybrzeża Kości Słoniowej i Etiopii na północy po Zambię na południu.

## Systematyka
Do Monoxenus należy 39 gatunków i 3 podrodzaje:

- Podrodzaj: Bothynoscelis Aurivillius, 1903
  - Monoxenus bicristatus
  - Monoxenus bispinosus
  - Monoxenus gabonicus
  - Monoxenus horridus
  - Monoxenus lujae
  - Monoxenus tridentatus
- Podrodzaj: Dityloderus Gahan, 1898
  - Monoxenus aethiopicus
  - Monoxenus ardoini
  - Monoxenus balteatus
  - Monoxenus balteoides
  - Monoxenus bicarinatus
  - Monoxenus bufoides
  - Monoxenus declivus
  - Monoxenus elevatus
  - Monoxenus elongatus
  - Monoxenus flavescens
  - Monoxenus fuliginosus
  - Monoxenus infraflavescens
  - Monoxenus insularis
  - Monoxenus kaboboanus
  - Monoxenus kenyensis
  - Monoxenus maleci
  - Monoxenus mambojae
  - Monoxenus multispinosus
  - Monoxenus multituberculatus
  - Monoxenus murphyi
  - Monoxenus nigrofasciaticollis
  - Monoxenus nigrovitticollis
  - Monoxenus nodosoides
  - Monoxenus nodosus
  - Monoxenus plurituberculatus
  - Monoxenus ruandae
  - Monoxenus spinosus
  - Monoxenus strandi
  - Monoxenus teocchii
  - Monoxenus turrifer
  - Monoxenus unispinosus
  - Monoxenus werneri
- Podrodzaj: Monoxenus Kolbe, 1893
  - Monoxenus spinator